# 2018-as US Open (tenisz)
A 2018-as US Open (amerikai nyílt teniszbajnokság) az év negyedik Grand Slam-tornája, amelyet 138. alkalommal rendeznek meg New Yorkban, a  USTA Billie Jean King National Tennis Center kemény borítású pályáin 2018. augusztus 27. és szeptember 9. között. Ezt megelőzően augusztus 21-től rendezik a férfi és női egyes selejtezőit.
A férfi címvédő a spanyol Rafael Nadal, míg a nőknél az amerikai Sloane Stephens győzött az előző évi tornán. A nőknél a győzelmet a japán Ószaka Naomi szerezte meg, miután a döntőben 6–2, 6–4 arányban nyert Serena Williams ellen.
A világranglistán elfoglalt helyük alapján alanyi jogon két magyar versenyző, Fucsovics Márton és Babos Tímea is közvetlenül a főtáblán indulhatott, de egyikőjük sem jutott túl az első fordulón. A kvalifikációból igyekezett felkerülni a főtáblára Stollár Fanny, de a 2. körben vereséget szenvedett a korábbi világranglista 2. helyezett Vera Zvonarjovától.
Női párosban Babos Tímea 2. kiemeltként indulhatott, míg Stollár Fanny első alkalommal vett részt felnőtt versenyen párosban is a US Openen, ahol a 2. körig jutott. A juniorok versenyén Nagy Adrienn a 2. körben esett ki, míg a párosok versenyében az 1. körben búcsúzott a versenytől.

## Világranglistapontok
| Eredmény           | Férfi egyes | Férfi páros | Női egyes | Női páros |
| ------------------ | ----------- | ----------- | --------- | --------- |
| Győzelem           | 2000        | 2000        | 2000      | 2000      |
| Döntő              | 1200        | 1200        | 1300      | 1300      |
| Elődöntő           | 720         | 720         | 780       | 780       |
| Negyeddöntő        | 360         | 360         | 430       | 430       |
| 16 között          | 180         | 180         | 240       | 240       |
| 32 között          | 90          | 90          | 130       | 130       |
| 64 között          | 45          | 0           | 70        | 10        |
| 128 között         | 10          | –           | 10        | –         |
| Főtáblára jutás    | 25          | –           | 40        | –         |
| Selejtező (3. kör) | 16          | –           | 30        | –         |
| Selejtező (2. kör) | 8           | –           | 20        | –         |
| Selejtező (1. kör) | 0           | –           | 2         | –         |

## Pénzdíjazás
A torna teljes összdíjazása 53 millió amerikai dollár, amely több, mint 5%-kal magasabb az előző évinél. A férfi és női bajnokok rekord összeget, 3,8 millió dollárt kapnak, 100 000 dollárral többet, mint 2017-ben. A US Open Series első három férfi és női helyezettje további díjazásban részesül.
| Eredmény           | Egyes*      | Páros**                   | Vegyes páros**            |
| Győzelem           | 3 800 000 $ | 700 000 $                 | 155 000 $                 |
| Döntő              | 1 850 000 $ | 350 000 $                 | 70 000 $                  |
| Elődöntő           | 925 000 $   | 166 400 $                 | 30 000 $                  |
| Negyeddöntő        | 475 000 $   | 85 275 $                  | 15 000 $                  |
| 16 között          | 266 000 $   | 46 500 $                  | 10 000 $                  |
| 32 között          | 156 000 $   | 27 875 $                  | 5000 $                    |
| 64 között          | 93 000 $    | 16 500 $                  | –                         |
| 128 között         | 54 000 $    | –                         | –                         |
| Selejtező (döntő)  | 30 000 $    | *Nemenként **Csapatonként | *Nemenként **Csapatonként |
| Selejtező (2. kör) | 16 000 $    | *Nemenként **Csapatonként | *Nemenként **Csapatonként |
| Selejtező (1. kör) | 8000 $      | *Nemenként **Csapatonként | *Nemenként **Csapatonként |

## Döntők

### Férfi egyes
- Novak Đoković –  Juan Martín del Potro, 6–3, 7–6(4), 6–3

### Női egyes
- Ószaka Naomi –  Serena Williams, 6–2, 6–4

### Férfi páros
- Mike Bryan /  Jack Sock –  Łukasz Kubot /  Marcelo Melo, 6–3, 6–1

### Női páros
- Ashleigh Barty /  Coco Vandeweghe –  Babos Tímea /  Kristina Mladenovic, 3–6, 7–6(2), 7–6(6)

### Vegyes páros
- Bethanie Mattek-Sands /  Jamie Murray –  Alicja Rosolska /  Nikola Mektić, 2–6, 6–3, [11–9]

### Juniorok

#### Fiú egyéni
- Thiago Seyboth Wild –  Lorenzo Musetti, 6–1, 2–6, 6–2

#### Lány egyéni
- Vang Hszi-jü –  Clara Burel, 7–6(4), 6–2

#### Fiú páros
- Adrian Andreev /  Anton Matusevich –  Emilio Nava /  Axel Nefve, 6–4, 2–6, [10–8]

#### Lány páros
- Cori Gauff /  Caty McNally –  Hailey Baptiste /  Dalayna Hewitt, 6–3, 6–2